# Justinus Darmojuwono
Justinus Darmojuwono (2 de novembro de 1914 – 3 de fevereiro de 1994) foi um cardeal indonésio da Igreja Católica Romana. Serviu na Arquidiocese de Semarang de 1963 a 1981 e foi elevado ao cardinalato em 1967, tornando-se o primeiro cardeal da Indonésia.

## Biografia
Justinus Darmojuwono nasceu em Klewonan, Godean, Yogyakarta, filho de Surodikira e Ngatinah. Ele e sua família trabalhavam juntos para suprir suas necessidades diárias. Ele era muçulmano, mas se converteu ao catolicismo em 1932, após a conversão de seu irmão. Ele não pediu permissão ao pai para ser padre, mas, por causa de sua persistência, foi autorizado a entrar no seminário em 30 de setembro de 1935. Depois de se formar no seminário menor de Mertoyudan, Magelang, ele continuou para o seminário maior de St. Paul, Yogyakarta. Ele foi ordenado padre por Monsenhor Soegijapranata em Kotabaru, Yogyakarta, em 1947. Ele também estudou na Pontifícia Universidade Gregoriana em Roma.
Após a ordenação, ele foi inicialmente nomeado para servir na Igreja Kidul Loji, Yogyakarta, por 35 dias. Depois, foi enviado para a Igreja de Ganjuran para cuidar dos alunos do seminário, porque o seminário menor foi destruído e o Vigário Apostólico de Semarang enviou os seminaristas para a igreja de Ganjuran. Em meados de 1950, Darmojuwono foi nomeado para servir na Igreja de Santa Maria da Assunção, Klaten, e também para servir como cura militar. Na época, o comandante militar era Suharto, mais tarde presidente da Indonésia .
De Klaten, mudou-se para Surakarta em 1952. Após alguns meses em Surakarta, foi designado para estudar missiologia na Pontifícia Universidade Gregoriana, em Roma. Após retornar de Roma, tornou-se pároco em Purbayan, Surakarta, e também serviu como capelão militar. Em 1961, foi enviado para fundar uma nova igreja e tornou-se seu pastor. A igreja foi posteriormente chamada de Igreja Maria Regina Purbawardayan.
Em 1962, foi nomeado pároco da Catedral de Semarang e também Vigário Geral da Arquidiocese de Semarang. O então Arcebispo de Semarang, Dom Soegijapranata, faleceu em uma viagem para participar do Concílio Vaticano II. Darmojuwono foi nomeado Arcebispo de Semarang pelo Papa Paulo VI em 10 de dezembro de 1963 e consagrado pelo Núncio Apostólico, Arcebispo Ottavio De Liva, em 6 de abril de 1964.
Ele foi recebido pelo Presidente Sukarno no Palácio Merdeka imediatamente após ser ordenado arcebispo de Semarang em 1964. O Presidente frequentemente o chamava de "Romo Agung" (Grande Clérigo), mas ele preferia ser chamado de "Romo" (Clérigo).
Como arcebispo, ele participou da terceira e quarta sessões do Concílio Vaticano II. Quando participou da terceira sessão do Concílio, a Indonésia estava em grave perigo. A tragédia do Movimento 30 de Setembro aconteceu em 1965, e Darmojuwono recebeu ordens de voltar para casa o mais rápido possível. Ele acompanhou as notícias sobre a tragédia do G30S do exterior, e as notícias foram devastadoras. Muitas pessoas foram mortas na época.
Ele foi nomeado cardeal-presbítero de Ss. Nome di Gesù e Maria in Via Lata pelo Papa Paulo VI em 26 de junho de 1967, como membro do Colégio dos Cardeais. A nomeação foi feita na Capela Sistina. Ele foi nomeado cardeal junto com Karol Wojtyla da Polônia, que mais tarde se tornou o Papa João Paulo II. Ele disse que foi nomeado cardeal porque era Chefe do Supremo Conselho dos Bispos da Indonésia (MAWI), e o Chefe do MAWI é o primus inter pares. Ele participou do Conclave Papal em agosto de 1978, que nomeou o Papa João Paulo I, e do Conclave Papal em outubro de 1978, que nomeou o Papa João Paulo II. Ele havia sido membro do Pontifício Conselho para o Diálogo com os Não Crentes. Quando o Papa Paulo VI visitou Manila em 1970, fez amplo lobby, juntamente com o Bispo Labayen, das Filipinas, e o Cardeal Stephen Kim Sou-hwan, da Coreia do Sul, pela criação da Federação das Conferências Episcopais Asiáticas. Darmojuwono era membro do Comitê Permanente daquela conferência e, portanto, participava das reuniões da FABC fora do país. Quase todos os católicos na Ásia na época o conheciam por seu lobby em muitos países. Ele renunciou ao cargo de Arcebispo de Semarang em 1981 por motivos de saúde e se estabeleceu na Igreja de Santa Maria Fátima em Banyumanik, Semarang.
Tornou-se consagrador de 13 bispos na Indonésia e foi cardeal por 29 anos. Dom Justinus Darmojuwono faleceu em 3 de fevereiro de 1994 em Semarang, Indonésia. Foi sepultado no cemitério Kerkhoof Muntilan, ao lado de outros católicos proeminentes como Van Lith, SJ e RD Sandjaja.